# Norito

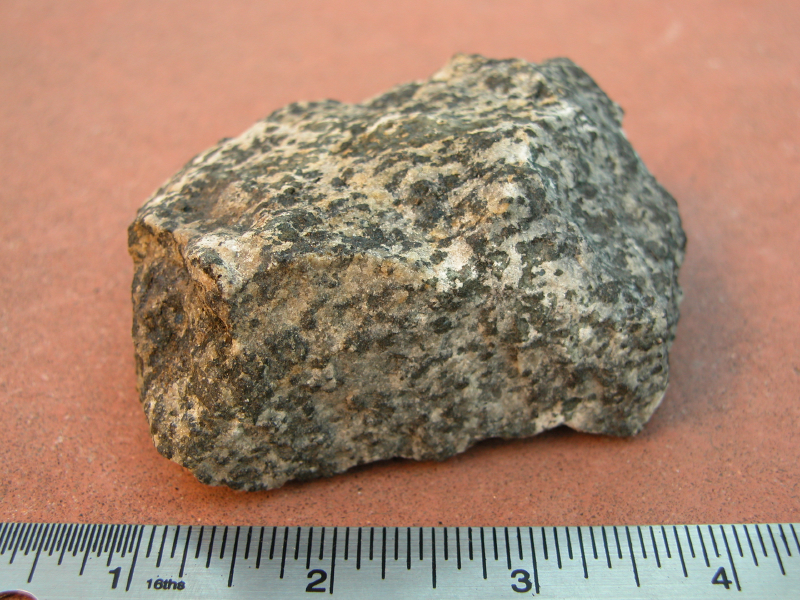
Amostra de norito

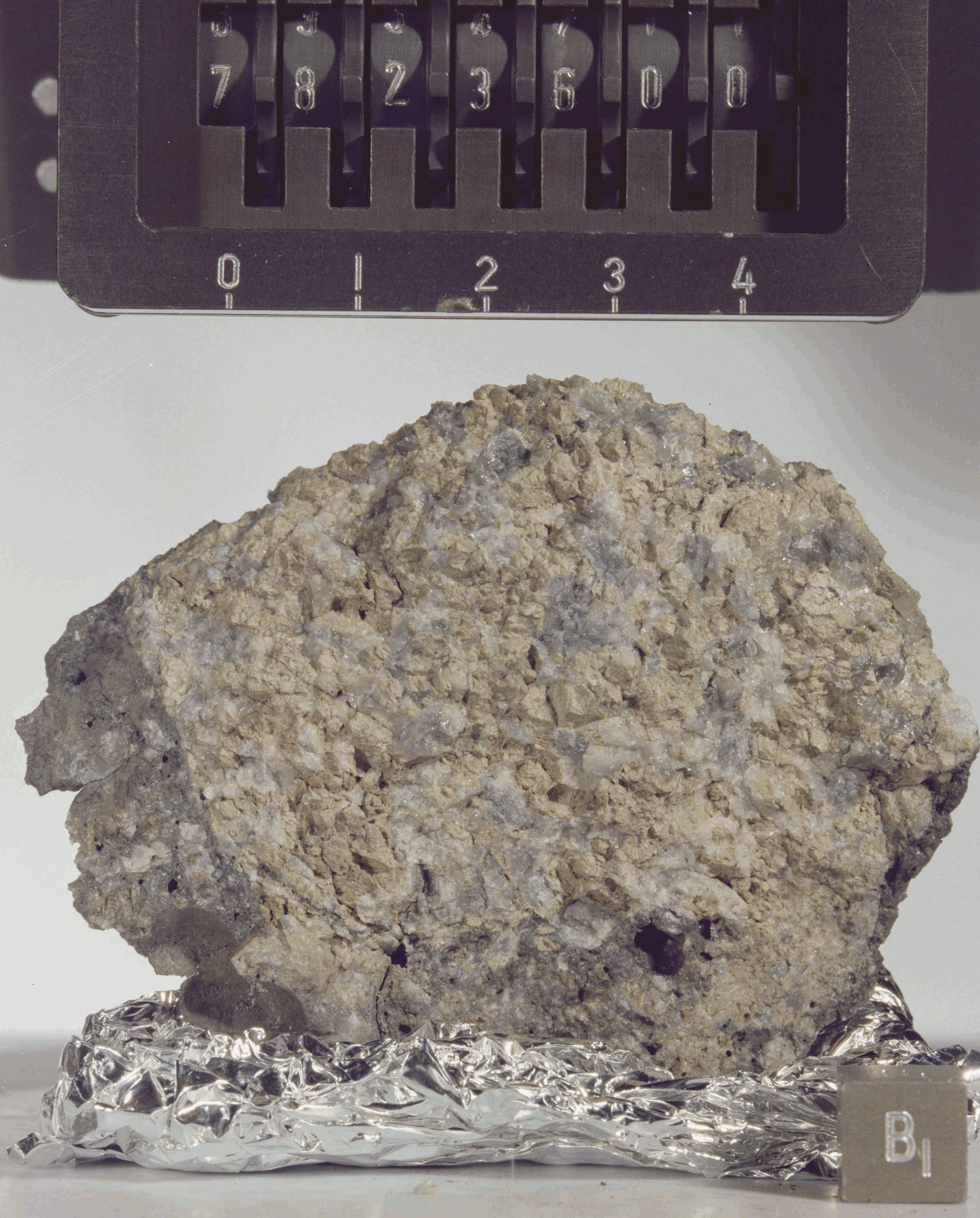
Norito encontrado no vale Taurus-Littrow na Lua, pela missão Apollo 17 (amostra 78236).

Norito é uma rocha ígnea intrusiva máfica de granulação grossa, composta principalmente por plagioclase rica em cálcio, de labradorita e de hiperstênio com olivina. Esta é muito difícil de se distinguir do gabro sem uma análise precisa de um microscópio petrográfico. 
O norito ocorre com o gabro e outros rochas máficas e ultramáficas em camadas intrusivas que são frequentemente associadas com minerais de platina, por exemplo na África do Sul, o complexo Skaergaard da Gronelândia, e o complexo Stillwater em Montana, Estados Unidos. 